# Petit icosicosidodecàedre
En geometria, el petit icosicosidodecàedre és un políedre uniforme no convex indexat com a U31.

## Políedres relacionats
Comparteix l'arranjament de vèrtexs amb el gran dodecàedre estelat truncat. Addicionalment, comparteix les seves arestes amb el petit dodecicosidodecàedre ditrigonal (té les cares triangulars i pentagràmiques en comú)) i el petit dodecicosàedre (cares hexagonals en comú).
| gran dodecàedre estelat truncat | Petit icosicosidodecàedre | petit dodecicosidodecàedre ditrigonal | petit dodecicosàedre |